# XDCP J0044.0-2033
XDCP J0044.0-2033 (soprannominato il Gioiello) è un vasto ammasso di galassie situato alla distanza di 2,9 Gpc (9,6 miliardi di anni luce; z=1.579) nella parte meridionale della costellazione della Balena (coordinate: RA 00h 44m 05.20s; Dec -20° 33' 59.70").
La sua scoperta è stata annunciata alla fine di dicembre 2014.
 
Le osservazioni del Chandra X-ray Observatory hanno evidenziato che la sua massa totale corrisponde circa a 400 trilioni di masse solari. 
Lo studio, inoltre, fissa l'età dell'ammasso, così come lo vediamo, a 800 milioni di anni.